# Єгошинська
Єго́шинська (рос. Егошинская) — присілок у складі Лузького району Кіровської області, Росія. Входить до складу Папуловського сільського поселення.
Населення становить 33 особи (2010, 55 у 2002).
Національний склад станом на 2002 рік — росіяни 98 %.

## Історія
1857 року у присілку Благовіщенський Погост була збудована кам'яна церква Благовіщення Пресвятої Богородиці. До того тут діяли тепла дерев'яна церква в честь Благовіщення Пресвятої Богородиці та холодна дерев'яна церква в честь Нерукотворного образа Господа Бога та Спаса нашого Ісуса Христа. У 1930-их роках вона була закрита, переобладнана під промислові потреби, тут навіть були прокладені рейки для вагонеток.